# Arpi (Italie)
Pour les articles homonymes, voir Arpi.
Arpi, en grec Argos Hippium ou Argyrippe, est une ancienne ville d'Apulie, dans les Pouilles en Italie aujourd'hui, en Grèce dans l'antiquité. Elle avait été bâtie, dit-on, par Daunus ou par Diomède. Elle est près de la ville actuelle de Foggia.

## Recherche archéologique
Le site d'Arpi est un observatoire privilégié pour l'étude de la formation de l'hellénisme en occident du IVe au IIe siècle av. J.-C. Il faisait partie de la région antique de Daunie dont il constituait une grande agglomération.
Le géographe grec antique Artémidore d'Éphèse considérait Arpi à la fin du IIe siècle av. J.-C. comme l'une des deux plus grandes cités italiotes avec Canosa di Puglia.
La découverte en 1992 de la mosaïque des Lions et des Panthères et de 70 tombes, suivie entre 2014 et 2016 de maisons hellénistiques et d'un quartier aristocratique constituent la base de l'étude de l'histoire du site.

## Lien externe

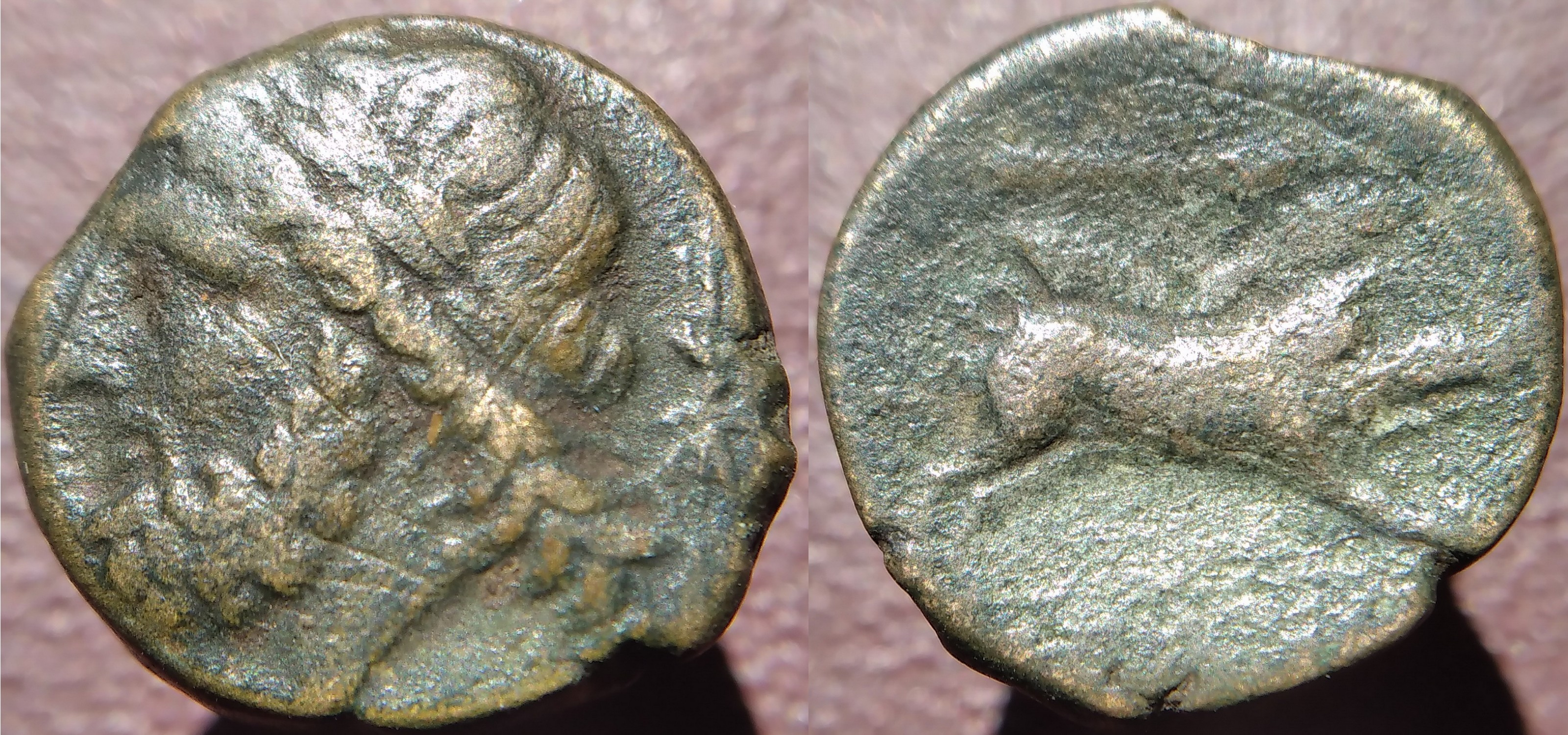
monnaie de bronze d'Arpi,, avers : Zeus, revers : sanglier